# Jeździec (singel)
Jeździec – singel polskiego rapera ReTo z jego czwartego albumu studyjnego, zatytułowanego W samo południe. Singel został wydany 17 września 2021.
Nagranie uzyskało certyfikat platynowej płyty.

## Geneza utworu i historia wydania
Utwór napisali i skomponowali Kamil Pisarski i Igor Bugajczyk.
Singel ukazał się w formacie digital download 17 sierpnia 2021 w Polsce za pośrednictwem wytwórni płytowej Spacerange. Kompozycja została umieszczona na czwartym albumie studyjnym ReTo – W samo południe.

## Teledysk
Do utworu powstał teledysk, który udostępniono w dniu premiery singla za pośrednictwem serwisu YouTube.

## Lista utworów
- Digital download[6]

1. „Jeździec” – 2:48

## Certyfikaty
| Kraj          | Certyfikat      |
| ------------- | --------------- |
| Polska (ZPAV) | platynowa płyta |